# Orderudfallet
Orderudfallet är ett av de mest omtalade mordfallen i Norge. Tre personer blev skjutna till döds natten till den 22 maj 1999 på en gård i Akershus fylke.

## Händelseförlopp
Natten till pingstafton, 22 maj 1999, blev Kristian Magnus och Marie Orderud, samt deras dotter Anne Orderud Paust skjutna till döds på Orderud gård i Sørum i Akershus fylke. Offren hittades i sina nattdräkter i samma rum, skjutna med flera skott från mycket nära håll. Den 11 juni 1999 greps Kristin Kirkemo, Per Kristian Orderuds svägerska, och hennes före detta pojkvän Lars Grønnerød och åtalades för brott mot vapenlagen. Den 14 juni 1999 greps Per Kristian (son till Kristian och Marie) och hans fru Veronica Orderud och åtalades för överlagt mord eller medverkan till överlagt mord.

## Rättsprocess
Rättegången mot de åtalade inleddes 18 april 2001. Fyra personer har blivit åtalade och dömda, mot sitt nekande, för medverkan till trippelmordet. Per och Veronica Orderud blev dömda till 21 års fängelse, Kristin Kirkemo dömdes till 16 års fängelse och Lars Grønnerød dömdes till 18 års fängelse. Ingen har blivit dömd för morden. Grønnerød avled 2019.